# 418 a.C.

## Eventos
- Lúcio Sérgio Fidenato, pela terceira vez, Caio Servílio Áxila, pela primeira ou segunda vez, e Marco Papírio Mugilano, tribunos consulares em Roma.
- Quinto Servílio Prisco Fidenato, nomeado ditador pela segunda vez em Roma.
- Ocorre a Batalha de Mantineia.
- Argos alia-se com Esparta.

## Nascimentos
- Epaminondas de Tebas, general e estadista (m. 362 a.C.)
- Iphicrates, general Ateniense (data aproximada) (m. cerca de 353 a.C.)

## Mortes
- Laches, aristocrata e general Ateniense (n. cerca de 475 a.C.)